# Jastrzębiec śląski
Jastrzębiec śląski (Hieracium sparsum subsp. silesiacum (E.Krause) Zahn) – według The Plant List podgatunek Hieracium sparsum rośliny z rodziny astrowatych. W wykazie flory Polski opisany w randze gatunku jako Hieracium silesiacum  E.Krause.

## Rozmieszczenie geograficzne
Występuje w Jesionikach w Sudetach Wschodnich i w Tatrach Zachodnich. W Polsce znany tylko z dwóch stanowisk położonych na Tomanowej Przełęczy i zboczu Giewontu poniżej Kondrackiej Przełęczy. W słowackich Tatrach znaleziono go na 8 stanowiskach.

## Morfologia
ŁodygaWidlasto rozgałęziona, do 40 cm wysokości, sinozielona, pokryta długimi włoskami szczecinkowatymi oraz włoskami gruczołowatymi.
LiścieZarówno liście różyczkowe jak i łodygowe jajowatolancetowate, stopniowo zwężające się ku nasadzie, drobno ząbkowane lub całobrzegie.
KwiatyZebrane w koszyczki, te z kolei zebrane  w wiechę. Łuski okrywy owłosione, w dwóch szeregach, ustawione dachówkowato. Listki wewnętrzne dłuższe od zewnętrznych. Kwiaty języczkowe, jasnożółte.
OwoceBrązowe niełupki.

## Biologia i ekologia
Bylina, hemikryptofit. Rośnie w traworoślach. Kwitnie w lipcu i sierpniu. Jest triploidem. Liczba chromosomów 2n = 36.

## Zagrożenia i ochrona
Gatunek umieszczony na  Czerwonej liście roślin i grzybów Polski (2006) w kategorii R (rzadki – potencjalnie zagrożony). W wydaniu z 2016 roku otrzymał kategorię CR (krytycznie zagrożony).
Znajduje się także w Polskiej Czerwonej Księdze Roślin w kategorii CR (krytycznie zagrożony).
Na Tomanowej Przełęczy po polskiej stronie znalazł jastrzębca śląskiego Bogumił Pawłowski w 1970 r., ale rósł tam tylko 1 osobnik kwitnący i 2 płonne. Później już go nie znaleziono i stanowisko zostało uznane za wymarłe. Na zboczu Giewontu w 2005 r. rosło 6 osobników.